# 便名

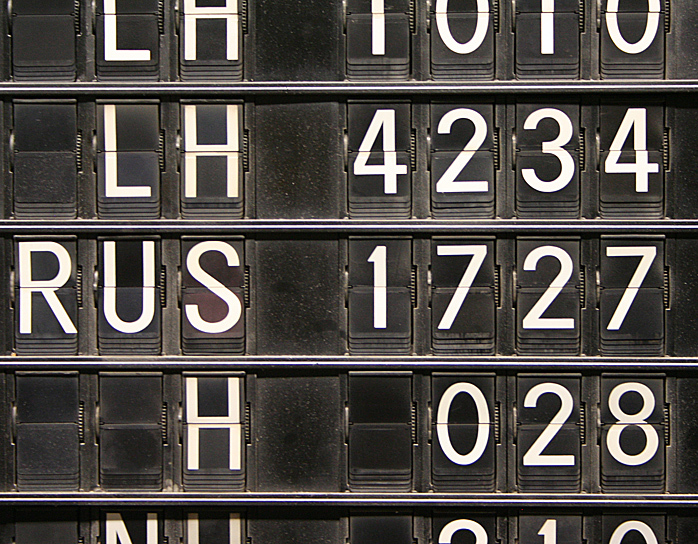
反転フラップ式案内表示機による便名の案内（フランクフルト空港）

航空機の便名（びんめい）あるいはフライトナンバー（flight number）とは、飛行（フライト）毎に割り当てられる番号で、航空会社、日付、便名が分かれば、フライトを一意に特定することができる。機体記号とは別のものだが、両者とも非定期航空便として運行する航空機の識別番号として利用することができる。同日中に一機で複数のフライトを担当することもあれば、同便名のフライトでも翌日以降には別の機で運行することもあり、必ずしも便名と機体識別番号が一対一に対応しているわけではない。
便名の振り方には一応の指針があるものの、航空会社により割り当て方はまちまちである。国際線では基本的に西行き、南行きのフライトには奇数、東行き、北行きのフライトには偶数が割り当てられる。航空会社によっては、国外へ向かうフライトに奇数を、国内へ戻ってくるフライトにその次の偶数を振ることもある。同日中に複数のフライトがある場合には、昇順に振ることが多い。例えばその日の一便目に101、折り返しの便に102を割り当て、次の往復には往路が103、復路が104という具合に便名を振る。一方、国内線では例えば羽田発着を基準に考えた場合、羽田発便を下り便として奇数、羽田着便を上り便として偶数が振られる。
3桁以内の便名は、一般に長距離便や当該航空会社の基幹となるフライトに割り当てられる。特にフライトナンバー1は航空会社の看板便に割り当てられることが多い。例えば往時のブリティッシュ・エアウェイズ1便はロンドン（ヒースロー）発ニューヨーク（JFK）行の早朝のコンコルド（2009年から2020年までは全席ビジネスクラスのA318で運行されるロンドン（シティ）発ニューヨーク（JFK）行に割り当て）、ニュージーランド航空1便はロンドン（ヒースロー）発ロサンゼルス経由オークランド行に、エル・アル航空の1便はテルアビブ発ニューヨーク（JFK）行の夜行便に振られている。日本の航空会社においては例えば日本航空（JAL）の場合はサンフランシスコ - 東京（羽田）線に1便・2便が振られている。2020年3月28日までは全日本空輸（ANA）においてもワシントンD.C.（ダレス） - 東京（成田）線に1便・2便が振られていたが、2020年3月29日以降、同フライトの東京側の発着空港を成田から羽田へ変更したことに伴い、便名も101便・102便に変更された。
一般的に4桁の便名で、1000から4000番台は子会社の担当する地方便、5000番以上は別会社の運行するコードシェア便や航空便として運行される高速列車に振られる。9000番以上は回送便に回されることが多い。上一桁が8のフライトはチャーター便のことが多いが、航空会社により別の番号を使うこともある。
過去に事故を起こしたフライトの便名は欠番にすることが多い。アラスカ航空261便は墜落事故以降、295便に改番されている。アメリカン航空77便はワシントンDCダレス国際空港からロサンゼルス国際空港行きの定期便であったが、アメリカ同時多発テロ事件でテロに用いられて以降149便に改められている。
普段「フライトナンバー」と呼ばれているのは、実際には国際航空運送協会（IATA）フライトスケジュール調整委員会発行の飛行スケジュールの手引き（Standard Schedules Information Manual） で定められた「フライトコード」（flight code）にあたる。正式には「フライトナンバー」ばフライトコードのうち4桁以内の番号の部分を指す。例えばBA2490、BA2491Aのうち正式に「フライトナンバー」にあたるのは2490と2491の部分で、BA2490、BA2491A自体は「フライトコード」である。しかし、航空業界内や空港関係者内でも、フライトナンバーをフライトコードの意味で使うことが多い。
「フライトナンバー」は宇宙船にもつけられることがある。ただし、再利用を想定していないロケットのようなもの（例えばAriane 5 Flight 501）についてはフライトナンバーというよりは製造番号と呼ぶ方が的確である。スペースシャトルの打ち上げにはSTSを頭につけたフライトナンバー、例えば「STS-47」などがつけられる。